# Francolí d'estries grises
El francolí d'estries grises (Pternistis griseostriatus) és una espècie d'ocell de la família dels fasiànids (Phasianidae) que habita localment a la selva de l'oest d'Angola.